# Politica Sudanului de Sud
Sudanul de Sud este o republică federală și democratică. Șeful statului este un președinte, ales pe durata de 5 ani. Primul ministru este șeful guvernului. Parlamentul cuprinde două Camere: o adunare aleasă în mod direct, Adunarea Națională Legislativă; și o a doua cameră formată din reprezentanții statelor, Consiliul Statelor. Guvernul este format din 29 de miniștri. Comandantul forțelor armate are un rol important în stat. Purtătorul de cuvânt al Adunării Naționale Legislative este, de asemenea, un om foarte important în politica statului. Vice-președintele este ales tot pe 5 ani și ia locul președintelui în caz de absență.Fiecare ministru are putere asupra funcției lui. Adunarea Națională Legislativă conține toate persoanele membre ale politicii statului. Membrii Consiliului de Miniștri, care nu sunt membri ai Adunării Legislative Naționale trebuie să participe la deliberări, dar nu au drept de vot. Persoanele care doresc să devină membri ai Adunării Naționale Legislative trebuie să îndeplinească cerințele de eligibilitate stabilite de Constituție pentru a fi membru.
Legislația Națională are un rol important. Un candidat pentru aderarea la legiuitorul național trebuie să:
- să fie un sud-sudanez
- să aibă cel puțin douăzeci și unu de ani;
- să fie întreg la minte;
- să fie alfabetizat
- să nu fie condamnate în ultimii șapte ani pentru o infracțiune care implică onestitate sau de turpitudine morală.

Membrii legiuitorul național și Consiliul de Miniștri sunt eligibile pentru calitatea de membru de legislaturi de stat sau consilii de miniștri de stat. Un membru al Adunării Legislative Națională nu poate fi, de asemenea, un membru al Consiliului de statele membre (și viceversa).Termen lung a legiuitorului național este de patru ani de la 09 iulie 2011. Constituția este o Constituție de tranziție și condițiile referitoare la viitoarele alegeri generale nu sunt conținute în ea. Cu toate acestea, există prevederi incluse de alegeri ar trebui să-vaccancies apar în timpul primei perioade de patru ani.